# Nanger soemmerringii
La Nanger soemmerringii (gacela de Soemmerring) es una especie de mamífero artiodáctilo de la familia Bovidae, en peligro de extinción, que vive en los países del Cuerno de África: Sudán, Somalia, Etiopía y Eritrea.

## Historia
La especie fue descrita por primera vez por el médico alemán Philipp Jakob Cretzschmar en 1828 como Antilope Soemmerringii.

## Descripción
La gacela de Soemmerring es una gacela alta con flancos de color canela, con vientre blancos, y cuernos negros largos. 
Miden alrededor de 75 a 90 cm de alto, desde las pezuñas delantera hasta los hombros y pesan entre 35 y 45 kg. La apariencia externa de las gacelas de Soemmerring y Grant es tan similar que a menudo se las confunde entre sí en los lugares donde sus áreas de distribución se superponen.

## Subespecies
- Nanger soemmeringii berberana
- Nanger soemmeringii soemmeringii
- Nanger soemmeringii butteri